# Acquedotto dell'Argentina
L'Acquedotto dell’Argentina, è il sistema idrico in funzione nella città di Spoleto in sinergia con l'ottocentesco Acquedotto di Cortaccione. È stato realizzato agli inizi degli anni settanta da un apposito Consorzio formato tra i comuni di Spoleto e Campello sul Clitunno. 
Capta l'acqua della sorgente Argentina, a pochi chilometri da Sellano. Alimenta tutta la città di Spoleto, tranne il centro storico che continua ad essere servito dal vecchio acquedotto, e gran parte delle frazioni. È costituito da un’opera di captazione, da una condotta di adduzione principale di oltre 23 km, e da due condotte secondarie per il convogliamento dei circa 190 l/s massimi (150 l/s in media) verso i serbatoi terminali dei due comuni.
Oltre a Campello e Spoleto rifornisce anche i comuni di Sellano, Cerreto di Spoleto, Vallo di Nera e Sant'Anatolia di Narco. Il sistema prevede, inoltre, collegamenti per le integrazioni di portata sulla rete da parte dei pozzi di San Giacomo e di San Nicolò.
È gestito da V.U.S. Valle Umbra Servizi. 
Nel 2010 il comune di Spoleto ha presentato ai cittadini un progetto preliminare denominato "Raddoppio dell'Acquedotto Argentina" che grazie a nuovi attingimenti, dovrebbe risolvere i problemi idrici non solo di Spoleto, ma anche del territorio che comprende Campello sul Clitunno e Castel Ritaldi.